# Atlético Limeño
El Atlético Limeño fue un equipo de fútbol de Honduras que jugaba en la Liga de Ascenso de Honduras, la segunda categoría de fútbol en el país.

## Historia
Fue fundado en la ciudad de La Lima en el departamento de Cortés y había sido históricamente participante en la Liga de Ascenso de Honduras, aunque no tenía la popularidad en la ciudad como el Municipal Limeño.
El club pudo haber desaparecido al finalizar la temporada 2017/18 luego de interés mostrado por el Santos de Siguatepeque, aunque su presidente se negó sobre algo concreto en vista de que varios equipos estuvieran interesados en la plaza de la segunda categoría, y más aún por el interés de otros equipos de San Pedro Sula.
El club desapareció el 27 de junio de 2019, debido a problemas económicos y la falta de colaboradores vendiendo su categoría al Atlético Santa Cruz de Yojoa.